# Tachyoryctes audax
Tachyoryctes audax es una especie de roedor de la familia Spalacidae.

## Distribución geográfica
Es  endémica de Kenia.

## Hábitat
Su hábitat natural son: zonas subtropicales o tropicales montañas  a gran altitud pastizales.